# Casamento entre pessoas do mesmo sexo na França
O casamento entre pessoas do mesmo sexo na França é legal desde 18 de maio de 2013. A França foi o décimo terceiro país no mundo a permitir que casais do mesmo sexo possam se casar. A legislação aplica-se aos departamentos franceses e territórios ultramarinos.
O projeto de lei que concede aos casais do mesmo sexo o direito de casarem-se e adotar crianças foi apresentado em conjunto à Assembleia Nacional Francesa pelo governo socialista do primeiro-ministro Jean-Marc Ayrault, em 7 de novembro de 2012, com o apoio do presidente François Hollande, que declarou sua intenção de apoiar a legislação durante sua campanha para a presidência. Em 12 de fevereiro de 2013, a Assembleia Nacional aprovou o projeto de lei em votação, com 329 votos a favor e 229 votos contrários. Em 12 de abril de 2013, o Senado francês aprovou o projeto de lei com alterações em um votação apertada, com 171 votos a favor e 165 contrários, seguido pela aprovação do projeto de lei alterado pela Assembleia Nacional em 23 de abril de 2013, em uma votação com 331 votos a favor e 225 votos contrários ao projeto. Em 17 de maio de 2013, o Conselho decidiu que a lei é constitucional. No mesmo dia, Hollande promulgou o projeto de lei, que foi publicado oficialmente no dia seguinte no Diário Oficial. A primeira cerimônia oficial de um casal do mesmo sexo ocorreu em 29 de maio de 2013, na cidade de Montpellier.